# Milena Vukotić
Milena Vukotić, o Milena del Montenegro (Cettigne, 4 maggio 1847 – Antibes, 16 marzo 1923), fu la prima regina consorte del Montenegro.

## Biografia

### Infanzia ed educazione

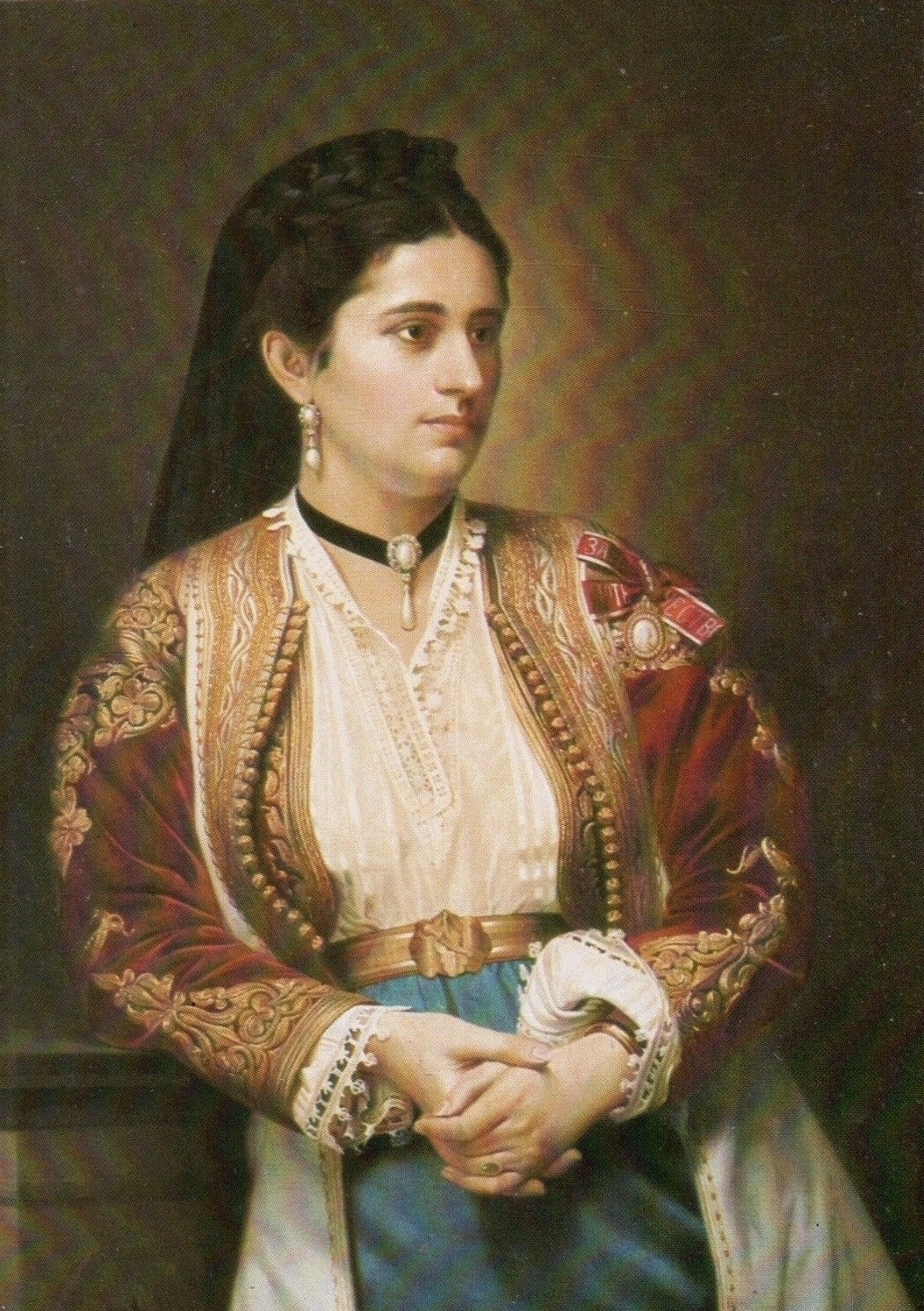
Milena in giovane età

Nata nel villaggio di Čevo, Milena era la figlia del voivoda Petar Šćepanov Vukotić,, e di sua moglie, Jelena Vojvodić. Suo padre era un comandante militare e ricco proprietario terriero, la cui famiglia aveva larga influenza nell'area montenegrina e un intimo amico di Mirko Petrović-Njegoš, del quale era stato commilitone nelle guerre d'indipendenza del Montenegro. I due amici decisero di consolidare la loro alleanza con l'unione dei loro figli.
Nel 1853, Milena, a soli sei anni, fu promessa in sposa all'unico figlio maschio di Mirkos, Nicola, di dodici anni. Nel 1856, dopo la morte della madre, Milena venne inviata a Cettigne per essere educata alla corte di cui poi sarebbe divenuta sovrana e, soprattutto, per imparare i rudimenti della cultura che non aveva mai ricevuto entro le mura domestiche, a tal punto da presentarsi completamente illetterata. Ella studiò con Gorde, figlia di Mirko Petrović-Njegoš e sua futura cognata. Durante i quattro anni di preparazione, Milena si avvicinò molto alla famiglia principesca del Montenegro: «Mio padre e mia madre la amavano come se fosse una loro figlia» scriverà più tardi re Nicola «Anche il mio defunto zio (il principe Danilo) l'amava molto e la trattava come una figlia, e lei gli mostrava il suo amore e il suo rispetto in ogni modo. Era bella, dolce, educata, gentile e devota». In quegli anni Milena vedeva raramente il suo futuro sposo. Nicola, nel frattempo, studiava all'estero, prima a Trieste e poi a Parigi.

### Matrimonio

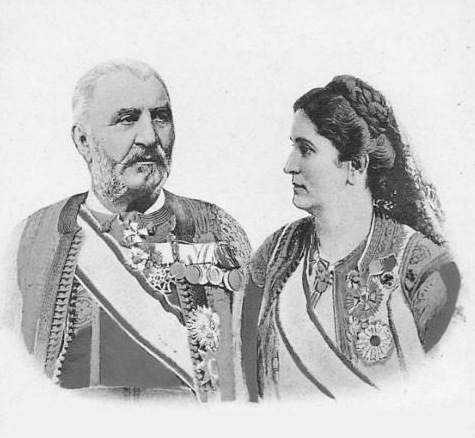
Nicola I del Montenegro e Milena Vukotić nel 1910

L'assassinio del principe Danilo, il 13 agosto 1860, portò inaspettatamente Nicola sul trono di regnante del Montenegro all'età di diciott'anni. Poco dopo la sua ascesa, Nicola si trovò vicino alla morte a causa di una pleurite. Intenzionato quindi a sposarsi per garantire un erede al trono paterno, Nicola prese in moglie Milena l'8 novembre 1860 nella chiesa di Vlach, nella valle del monte Lovćen. Dei preparativi del matrimonio si occupò attivamente il padre di Milena, il quale venne mandato in ambasceria a San Pietroburgo presso la corte dello zar Alessandro II di Russia, il principale tra gli alleati del Montenegro, affinché approvasse l'unione dei due giovani.
Dall'unione nacquero dodici figli, di cui tre maschi e nove femmine. Tra queste ultime, sei andarono in spose a famiglie reali o aristocratiche d'Europa, permettendo l'accesso del Montenegro agli affari politici europei.

### Regina consorte

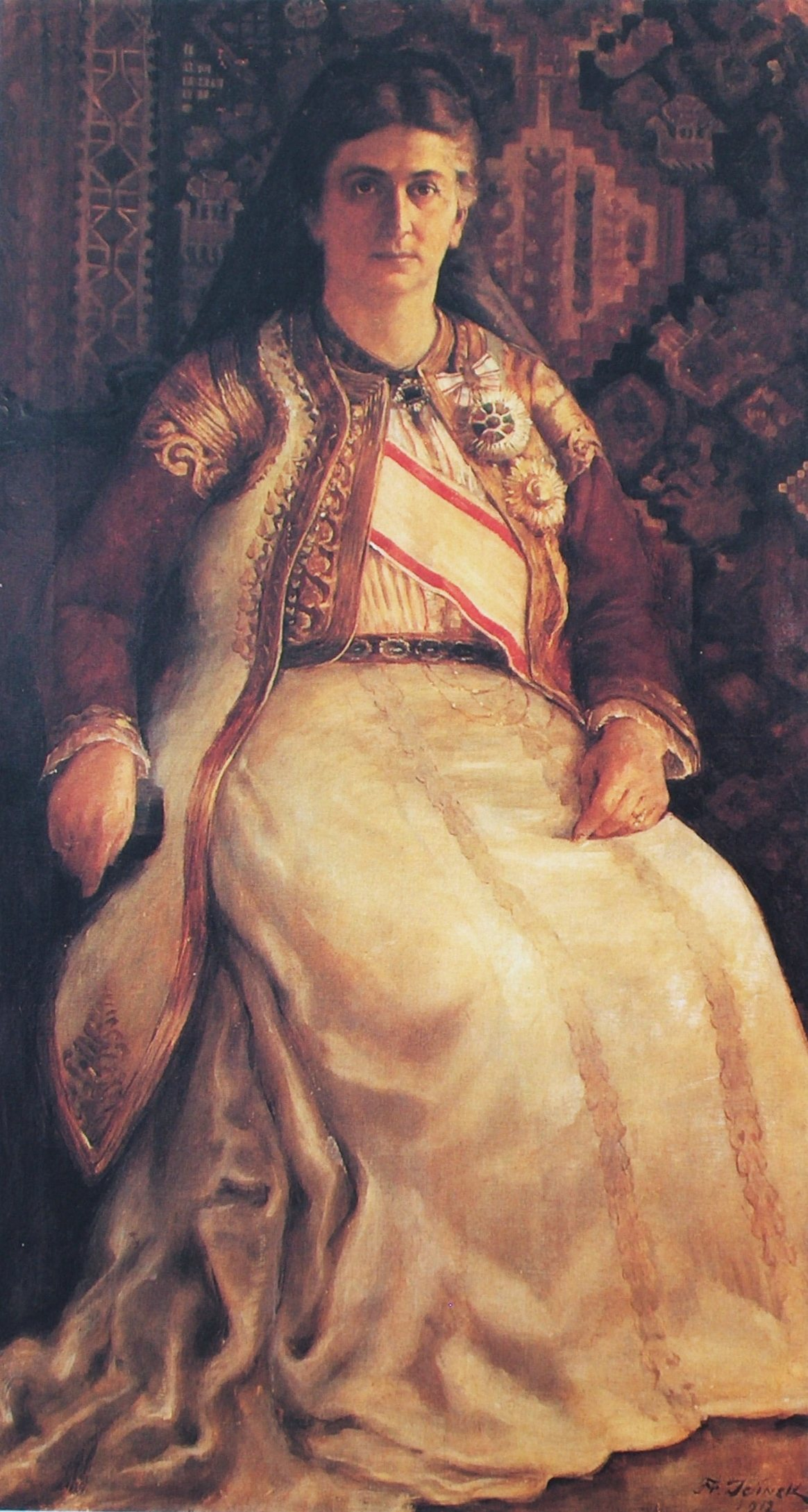
Milena, regina del Montenegro, in un ritratto del 1910

I primi anni di Milena come principessa consorte furono difficili. Era inesperta ed era una figura solitaria inizialmente messa in ombra dalla principessa Darinka, vedova del principe Danilo, che era vicina a Nicola. Durante i primi quattro anni del suo matrimonio, non nacquero figli. Imparò la lingua francese e affermò la sua posizione dopo che Darinka lasciò il Montenegro per sempre. Il rapporto di Milena con suo marito si è consolidato con il tempo. Mentre suo marito era in visita in Austria-Ungheria e Russia nell'inverno 1868-1869, Milena era incaricata degli affari di corte.

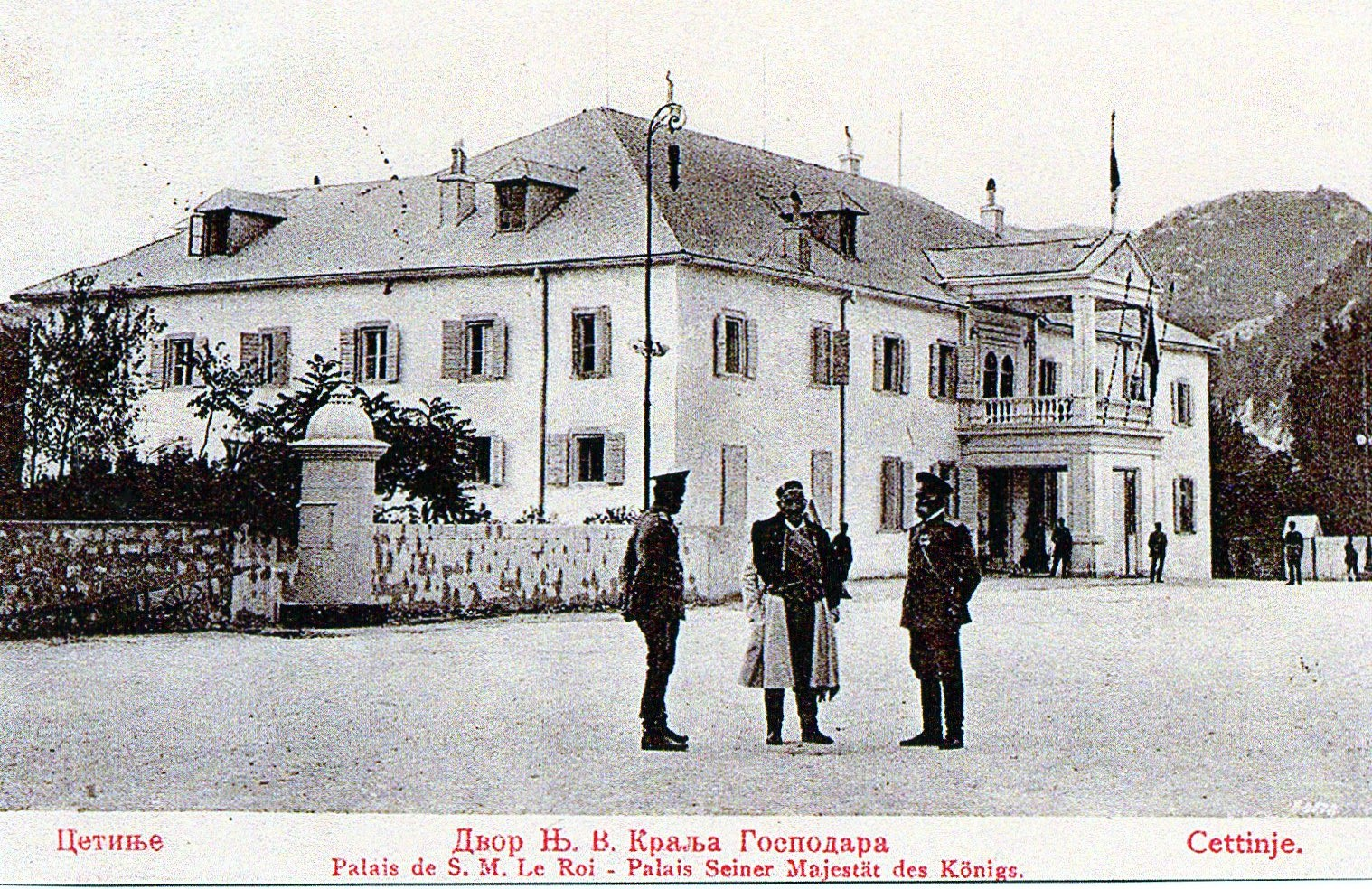
Il palazzo reale di Cettigne nel 1911

Aveva visitato Istanbul con suo marito dopo l'invito del sultano Abdulhamid nel 1899.
Milena non nascose la sua disapprovazione nei confronti dell'abiura all'Ortodossia pronunciata dalla figlia Elena al fine di sposare con rito cattolico Vittorio Emanuele di Savoia, erede al trono del Regno d'Italia.

### Morte

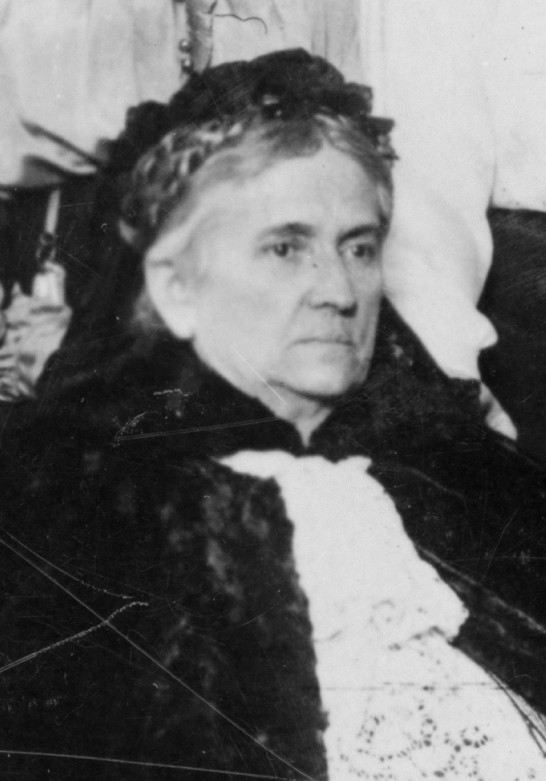
La regina Milena Vukotić fotografata in tarda età

Milena fu costretta all'esilio con il re Nicola in Francia dal novembre 1918, a causa dell'occupazione serba. Morì ad Antibes nel 1923 e venne tumulata nella cripta della chiesa russa di Sanremo. Nel 1989 i resti della famiglia reale montenegrina furono trasferiti a Cettigne, ex capitale del Montenegro.
A dieci anni dalla morte, in sua memoria e in omaggio alla figlia regina Elena, su proposta del podestà locale, il suo nome fu assunto con Regio Decreto n. 1794 del 4 dicembre 1933 dal comune di Milena, in provincia di Caltanissetta, fino ad allora Milocca (per pochi mesi Littoria Nissena).

## Discendenza

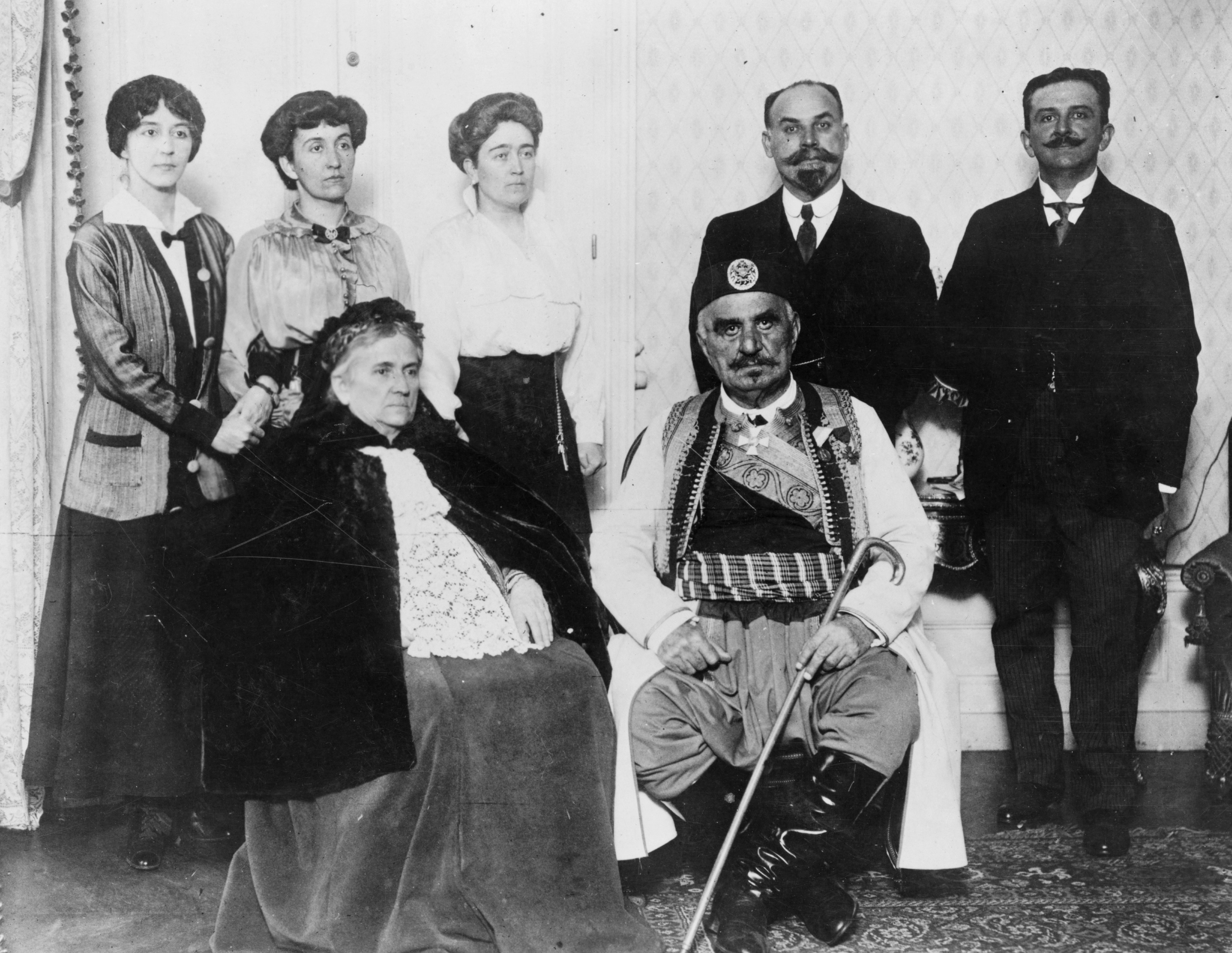
Nicola I del Montenegro, Milena Vukotić e la loro famiglia nel 1916

Milena Vukotic e Nicola I del Montenegro ebbero dodici figli:
- Zorka (1864–1890), sposata con Pietro I di Serbia;
- Milica (1866–1951), sposata con il granduca Pietro di Russia;
- Anastazija (1868–1935), sposata con Giorgio di Leuchtenberg e, dopo il divorzio, con il granduca russo Nicola il Giovane;
- Marija (1869–1885);
- Danilo (1871–1939), sposato con Jutta di Meclemburgo-Strelitz;
- Jelena (1873–1952), sposata con Vittorio Emanuele III;
- Ana (1874–1971), sposata con il principe Francesco Giuseppe di Battenberg;
- Sofija (*/† 1876);
- Mirko (1879–1918), sposato con Natalija Konstantinović, cugina di Milan Obrenović IV di Serbia;
- Ksenija (1881–1960);
- Vera (1887–1927);
- Petar (1889–1932).

## Ascendenza
|                                |                 |                  | Genitori |  |  | Nonni                        |  |  | Bisnonni              |  |
|                                |                 |                  |          |  |  | serdar Stevan Perkov Vukotić |  |  | Perko Šaletov Vukotić |  |
|                                |                 |                  |          |  |  | serdar Stevan Perkov Vukotić |  |  | Perko Šaletov Vukotić |  |
|                                |                 | Rizna Nikčević   |          |  |  | serdar Stevan Perkov Vukotić |  |  |                       |  |
| voivoda Petar Šćepanov Vukotić |                 |                  |          |  |  | serdar Stevan Perkov Vukotić |  |  |                       |  |
|                                |                 | Stana Milić      | …        |  |  |                              |  |  |                       |  |
|                                |                 | Stana Milić      | …        |  |  |                              |  |  |                       |  |
|                                |                 | Stana Milić      | …        |  |  |                              |  |  |                       |  |
| Milena Vukotić                 |                 | Stana Milić      |          |  |  |                              |  |  |                       |  |
|                                | Tadija Vojvodić | …                |          |  |  |                              |  |  |                       |  |
|                                | Tadija Vojvodić | …                |          |  |  |                              |  |  |                       |  |
|                                | Tadija Vojvodić | …                |          |  |  |                              |  |  |                       |  |
| Jelena Vojvodić                | Tadija Vojvodić |                  |          |  |  |                              |  |  |                       |  |
|                                |                 | Milica Pavićević | …        |  |  |                              |  |  |                       |  |
|                                |                 | Milica Pavićević | …        |  |  |                              |  |  |                       |  |
|                                |                 | Milica Pavićević | …        |  |  |                              |  |  |                       |  |
|                                |                 | Milica Pavićević |          |  |  |                              |  |  |                       |  |